# Carapoia brescoviti
Carapoia brescoviti är en spindelart som beskrevs av Huber 2005. Carapoia brescoviti ingår i släktet Carapoia och familjen dallerspindlar. Inga underarter finns listade.